# Williams megye (Ohio)
Williams megye az Amerikai Egyesült Államokban, azon belül Ohio államban található. Megyeszékhelye és legnagyobb városa Bryan. Lakosainak száma 37 102 fő (2020. április 1.). Williams megye Hillsdale, Defiance, Fulton, Henry, DeKalb és Steuben megyékkel határos.

## Népesség
A megye népességének változása:
| Lakosok száma | 37 527 | 37 598 | 37 542 | 37 500 | 37 120 | 37 102 |
|               | 2010   | 2011   | 2012   | 2013   | 2015   | 2020   |